# Mahicon Librelato
Mahicon José Librelato da Silva, ou Mahicon Librelato (Orleans, 30 de março de 1981 — Florianópolis, 28 de novembro de 2002) foi um futebolista brasileiro que jogava como atacante.

## Carreira
Mahicon Librelato começou ainda garoto no futsal. Representando sua cidade ganhou vários campeonatos regionais, sendo destaque no Moleque Bom de Bola e no estadual de sua categoria. Em um campeonato regional muito disputado, Mahicon, que havia se machucado jogos antes da final, precisaria de 9 gols para se sagrar artilheiro da competição. Foi além: marcou 10 gols e viu a equipe de Orleans se sagrar campeã em cima da rival Forquilhinha por 11 a 1. Levado pelo tio Lussa Librelato para fazer testes no Criciúma Esporte Clube foi aprovado e já na temporada acabou campeão do Campeonato Catarinense de Futebol Júnior em 1999, sendo integrado aos profissionais definitivamente no ano de 2000.
Em 2001 foi artilheiro do Campeonato Catarinense com 19 gols e vice-campeão do estado. Ajudou o time a não cair para a Série C em 2001 ao marcar um gol com a clavícula fraturada após ter sofrido uma cama de gato, momentos antes, contra o Sergipe. Ainda em 2001 foi convocado para seleção da Federação Catarinense de Futebol para disputar um jogo contra a seleção do Uruguai, participando com passe para o gol catarinense.
Em 2002, foi contratado pelo Internacional. Mahicon marcou seu último gol pelo clube em uma vitória sobre o Paysandu por 2 a 0 em Belém, pela última rodada do Campeonato Brasileiro de 2002, seu último jogo. A vitória salvou o clube do rebaixamento à Série B.

## Controvérsias
Um de seus primeiros gols pelo clube gaúcho foi de cabeça contra seu ex-clube, na extinta competição Sul-Minas, em partida que o Inter venceu pelo placar de 3 a 1, no dia 7 de abril de 2002. Mahicon não comemorou em respeito ao Tigre porém foi criticado pelo técnico Cuca, do Criciúma, que discutiu com o jogador à beira do campo. O goleiro do Criciúma na partida era Roberto Volpato Neto amigo e conterrâneo de Mahicon.
É possível ouvir no Youtube entrevista de Mahicon Librelato rebatendo declarações do jogador Grafite então no Grêmio, em relação a Mahicon ter declarado torcer para o River Plate na Libertadores.

## Outras curiosidades
Mahicon foi o responsável pela maior transação comercial do futebol catarinense. Os valores giraram em R$ 850 mil na compra de 50% do passe, mais 4 jogadores do Internacional cedidos por empréstimo. Os valores totais giraram perto dos R$5 milhões. Librelato havia assinado contrato de 5 anos com o clube gaúcho.
Apesar de boas atuações com a camisa do Inter, nas 13 primeiras partidas Mahicon não havia disputado todos os 90 minutos, sendo substituído na etapa final ou entrando no decorrer das partidas.
Em jogos oficiais na categoria profissional, marcou 42 gols pelo Tigre nas temporadas de 2000 e 2001 pelo Colorado 10 gols na temporada 2002 (7 no Brasileirão, 2 na Copa Sul-Minas e 1 na Copa do Brasil). 

## Morte
Mahicon Librelato morreu no dia 28 de novembro de 2002, onze dias depois da sua última partida, após um acidente com o seu carro, uma Ford Ranger prata. Junto ao jogador estavam os amigos Rafael Brognoli Paladini, de 21 anos, e Rafael Senem, de 20 anos. Mahicon guiava seu carro pela avenida Beira Mar, em Florianópolis, quando, devido à chuva, derrapou, bateu em um poste de iluminação próximo à Ponte Hercílio Luz e caiu no mar. O carro estava submerso quando o atendimento médico chegou, e só foi possível reanimar os outros dois amigos. Mahicon Librelato morreu por parada cardiorrespiratória.

## Títulos e Premiações
Internacional
- Campeonato Gaúcho: 2002

Criciúma
- Campeonato Catarinense de Juniores: 1999

### Campanhas de destaque
- Campeonato Catarinense: 2001 (vice-campeão)

### Prêmios individuais
- Artilheiro do Campeonato Catarinense: 2001 (19 gols)